# Diocèse de Strängnäs
Le diocèse de Strängnäs est l'un des diocèses de l'Église luthérienne de Suède. Son siège épiscopal se situe à la cathédrale de Strängnäs.
Son territoire s'étend sur le Comté de Södermanland et le sud de celui d'Örebro.

## Armoiries
Les armoiries du diocèse comprennent les attributs des saints patrons Pierre et Paul. La clé symbolise les clés des portes du ciel que Pierre a reçues de Jésus, tandis que l'épée représente la mort dramatique de Paul, exécuté en 67. 

## Territoire
Le diocèse de Strängnäs comprend aujourd'hui des parties des provinces historiques de Närke, Södermanland et Västmanland. Une zone à l'est de Södertälje fait partie du diocèse luthérien de Stockholm depuis la création de ce dernier en 1942. Le diocèse de Strängnäs compte plus de 373 000 fidèles.

## Histoire

### Diocèse catholique

#### Histoire
Selon une légende tardive, saint Eskil, un missionnaire anglo-saxon, aurait perturbé un sacrifice païen organisé à Strängnäs par le roi Sven de Suède et aurait été tué. Saint Botvid, un laïc autochtone converti en Angleterre, continue à prêcher le christianisme jusqu'à son assassinat le 28 juillet 1120 par un captif slave qu'il a racheté. À peu près à la même époque, Ragnhild, épouse du roi Inge II, meurt et est enterrée à Södertälje, dont elle devient la sainte patronne. En 1152, les limites du diocèse de Strängnäs sont fixées lors d'une assemblée à Linköping. Le premier évêque est Gerder (1129-59), qui fonda une école au monastère clunisien de Strängnäs. 
L'évêque Guillaume (1160-1208) lui succède. En 1160, l'abbaye cistercienne de Juleta est fondée. En 1165, la province de Närke est ajoutée au diocèse. À cette époque, la construction de la cathédrale de Strängnäs est entreprise. En 1176 ou 1179, la nouvelle église en pierre de Botkyrka est consacrée par l'évêque William et Stefan, archevêque d'Uppsala ; les reliques de Botvid y sont transférées. Un hôpital de Saint Jean de Jérusalem est construit sur la tombe de Saint Eskil, et est restauré en 1255. En 1224, l'évêque Uffe (1208-24), appelé Basatömer, un neveu du roi Éric IX, devient archevêque d'Upsala.
Le diocèse reste vacant pendant neuf ans, mais en 1233, l'évêque Trogil est élu. C'est à cette époque que sont fondés le couvent cistercien de Vårfruberga (latin : Mons Mariae) sur l'île de Fogdö et, en 1234, le prieuré franciscain de Nyköping. Vers 1250, Frogil est remplacé par Kol, qui démissionna een 1257 et est remplacé par l'évêque Finved (1257-75). Vers 1268, le prieuré dominicain de Strängnäs est fondé. En 1291, l'évêque Annund (1275-91) consacre la cathédrale, qui est incendiée le même jour et reconstruite par Isarus, l'évêque suivant (1291-1303). En 1305, il est décidé que la ville de Stockholm appartient au diocèse d'Uppsala, mais que Södermalm appartient à celui de Strängnäs. 
Le poète Thomas Simonsson (1380-1443) est évêque de 1429 à 1443. Le plus célèbre des derniers évêques évêques est Kort Rogge (1479-1501), un médecin formé à Pérouse en Italie du Nord et un savant humaniste. Il construit le chœur actuel de la cathédrale vers 1481 et fonde une chartreuse à Svartsjo vers 1493 et un hôpital pour prêtres âgés et infirmes à Strängnäs en 1496. En 1495, il fait imprimer à Stockholm le Bréviaire de Strengnäs dans une édition révisée.  
Son successeur, Matthias Gregerson Lilje, est le protecteur du "Luther suédois", Olaus Petri (né à Örebro en 1493), qui, après avoir étudié comme disciple de Martin Luther et de Philippe Mélancthon à Wittenberg en Saxe (1516-18), revient à Strengnäs en 1519. L'évêque le nomme chancelier du diocèse et maître de l'école cathédrale, et en 1520 il est ordonné diacre et devient chanoine de Strengnäs. Il y enseigne le luthéranisme, une forme de croyance que l'évêque Gregerson ne connait absolument pas. L'évêque est décapité le 8 novembre 1520 lors du bain de sang de Stockholm.  

#### Cathédrale et institutions
La cathédrale de Strängnäs avec ses nombreuses chapelles, dont l'une abrite aujourd'hui un musée d'art ecclésiastique, le palais de l'évêque, construit vers 1490, qui abrite aujourd'hui l'école de la cathédrale, l'église Saint-Nicolas dans la vieille ville d'Örebro, et de nombreuses anciennes églises de village témoignent de la présence de l'église catholique dans la région avant la Réforme.
Trois synodes provinciaux se sont tenus à Telge, dans le diocèse de Strängnäs, en 1279, 1341 et 1380. Les deux premiers ont publié des statuts sur des questions concernant la discipline du clergé, tandis que le synode de 1380 a menacé de diverses sanctions ceux qui molestent les locataires des terres de l'église.
Les "Sondermannalagen", un code de lois publié au début du XIVe siècle pour les habitants du Södermanland, contiennent un certain nombre de lois ecclésiastiques.
Entre autres institutions, le diocèse comprend le chapitre de la cathédrale, fondé vers 1288, qui compte treize membres à la fin du quinzième siècle, en plus desquels il y a au moins dix-huit chapelains, qui desservent les dix-huit autels. Le diocèse comprend en outre la Chartreuse de Gripsholm (1491-1526), et le Prieuré d'Örebro, fondé par les Carmélites en 1418.  

### Réforme protestante
Le roi Christian II de Suède confie l'évêché à Jens Andersen Beldenak, évêque d'Odense, qui retourne cependant au Danemark en avril 1521. Pendant la vacance, le diocèse est gouverné par Laurentius Andreae, qui avait été nommé archidiacre de Strängnäs en 1520. Il est très favorable à Olaus Petri et, en tant que chancelier du roi Gustave Ier Vasa (1523), il favorisa les intérêts du protestantisme.
Le dernier évêque catholique de Strängnäs est Magnus Sommar (1528-36), doyen de Strängnäs en 1518, nommé évêque par Gustave Ier Vasa en 1522, et consacré sans confirmation papale par Petrus Magni, évêque de Västerås, le 6 janvier 1528. Johannes Messenius affirme que les évêques élus ont signé un document dans lequel ils promettent de se rendre à Rome pour demander la confirmation papale, et ont ainsi persuadé Petrus Magni de procéder à la consécration. Magnus Sommar est très fidèle au roi, mais ses concessions ne le sauvent pas. Il est déposé et emprisonné, puis libéré afin de pouvoir se retirer dans le monastère de Krokek.